# Champion Jack Dupree
Pour les articles homonymes, voir Dupree (homonymie).
William Thomas Dupree dit Champion Jack Dupree est un pianiste et chanteur de blues américain (La Nouvelle-Orléans, Louisiane, 4 juillet 1910 - Hanovre, Allemagne, 21 janvier 1992).

## Biographie
Il nait à La Nouvelle-Orléans un 4 juillet (jour de la fête nationale américaine) d'un Belge originaire du Congo et d'une métisse africaine-américaine et Cherokee. Ses parents périssent dans un incendie et il est élevé dans un orphelinat, le New Orleans Home for Colored Waifs, le même que Louis Armstrong. Il y apprend le piano dès l'âge de 6 ans.
À 14 ans, il se retrouve dans la rue, et commence à jouer dans divers endroits pour gagner sa vie. La crise de 1929 l'oblige à abandonner la musique et il se lance dans la boxe, où il trouve son surnom de « Champion ». Un combat malheureux l'oblige à abandonner définitivement le noble art.
Il revient à son piano, et fait équipe avec Leroy Carr et Scrapper Blackwell puis Scrapper Blackwell seul, à la mort de Leroy Carr en 1935. Il enregistre ses premiers disques en 1940 à Chicago.
Il passe deux ans comme prisonnier de guerre dans les geôles japonaises alors qu'il était cuisinier dans l'US Navy pendant la Seconde Guerre mondiale.
Il s'installe à New York après le décès de sa première femme en 1944. Il s'impose alors sur la scène blues new-yorkaise. Il enregistrera alors sous son nom et sous d'autres pseudonymes. Il jouera notamment avec Brownie McGhee et Sonny Terry, Stick McGhee, Mickey Baker, Larry Dale, Louisiana Red, Kenn Landing, etc.
En plein succès, il choisit de s'exiler en Europe en 1959. Il continue d'enregistrer. Il retourne à La Nouvelle-Orléans en 1990 pour le New Orleans Jazz and Heritage Festival. Il revient à Hanovre pour y mourir d'un cancer en 1992.
En 1991, le cinéaste québécois André Gladu lui consacre un documentaire.

## Discographie
Sa discographie est abondante et a été de nombreuses fois rééditée en CD. On consultera le lien ci-dessous pour une discographie exhaustive.